# 柚木涼香
柚木涼香（日语：／ Yuzuki Ryōka，1974年1月10日—）是一名日本女性聲優，本名永椎步美。愛知縣安城市出身。

## 簡歷
柚木涼香的舊藝名為永椎步美（永椎あゆみ），曾經歷一段時間從事泳裝模特兒、女优的工作。
柚木涼香出道初期主要从事电影拍摄、写真集和杂志封面女郎的工作，曾以永椎步美的艺名在电影《樱园》（1990年）里扮演一位可爱的女高中生。柚木涼香的职业艺人生涯从中学时代就已经开始了。
柚木涼香较那些近年来10多岁就出道的声优来说，她作为声优出道较晚。但由于其可演绎范围很广，从病弱的少女到强悍的女性，甚至是神秘的机械的声音都能应对自如，其作为声优的资质已经越来越被重视。
柚木涼香的亲妹妹樱木佐由美（桜木さゆみ）是一名职业漫画家．柚木涼香在其妹画的现实系四格漫画和吐槽里也经常登场，在其漫画中还有一位已婚女性出现，樱木佐由美是刻画成3姐妹的，但是在画的时候并没有明确区分，所以令很多人都以为此二人是同一人物。其实柚木本人的婚姻状况并未公开，所以亦无从得知。
据本人描绘，她会像漫画或动画中的情节一样，一旦遇到自己喜欢的人会兴奋的流鼻血……
她也是日本版芭比的配音員。
柚木涼香和小山力也主持的《传颂之物网路广播》为她带来了意想不到的高人气。虽然是第一次正式主持网路广播，柚木涼香却表现的非常出色，她时常在节目中对小山力也发起猛烈的爱情攻势，经常令小山力也不知如何应对，同时此二人的对话亦十分爆笑，网友们对此也乐此不疲。由于传颂之物的名气之高超乎想象，此网路广播的影响也异常之广，已经有从韩国收到邮件的先例。她学曾表示过“很喜欢”共演过的真殿光昭。

## 演出作品
※粗體字表示說明飾演的主要角色。

### 電視動畫
1997年
- 百變金剛：野獸戰爭（黑寡婦）

1998年
- （徹子）

1999年
- 愛麗絲SOS（首領女）
- 頭文字D Second Stage（秋山和美）
- 庫洛魔法使（秋月奈久留／露比·月）
- 鋼鐵天使（津奈美）
- 星方天使（李美鳳）※以現在藝名的出道作品
- 仙界傳 封神演義（王貴人、殷氏）
- 螺旋公主朵莉絲（光井明）
- （機械黑寡婦、尤娜）
- 名侦探柯南（大澤美智子）
- 平行世界物語（愛麗絲・夏洛姆）
- 週刊Story Land（年輕女子）

2000年
- 夢幻妖子（修女）
- 犬夜叉（露姬）
- 法布爾老師是名偵探（夏綠蒂）
- 深藍救兵（真乃綠、桃井一重・二重・三重、栗原千朝、古沙頓、哇哇）
- 神奇寶貝（小百合）

2001年
- X（鬼咒嵐）
- 武俠派女子高生（レイハ）
- 上班族金太郎（末永美美）
- 基因攻防戰（蕾米·李維斯特勞斯）
- 妹妹公主（鞠繪）
- （撫子姬）
- 機獸新世紀0（克莉絲·塔斯克）
- （音無麻衣）
- 動感小子（妖怪）
- 宇宙人形17（唐澤飛鳥）
- 神奇寶貝水晶 雷公雷之傳說（夢妖）
- 魔法戰士李維（迦內特）
- 瑪德琳（妮可）

2002年
- 水瓶戰記 Sign For Evolution（阿羅耶識南）
- 我們這一家（理央媽媽）
- 小魔女Doremi 大合奏！（安琪拉）
- 妹妹公主 RePure（鞠繪）
- Chobits（清水多香子）
- 哈姆太郎（惠美子）
- 魔法咪路咪路（米夢夢）
- 火影忍者（山中井野）
- 神奇寶貝（皮寶寶）

2003年
- 鋼鐵偵探J（克里絲汀娜·嘉布莉勒）
- 魔法使的條件（後藤綾乃）

2004年
- 頭文字D Fourth Stage（秋山和美）
- 戀風（秋本宵子）
- （黑寡婦）
- 光與水的女神（克萊爾光永）
- 舞-HiME（珠洲城遙）
- 名偵探柯南（野之宮悅子）
- 魔法咪路咪路 Golden（米夢夢）
- 魔法咪路咪路 Wonderful（米夢夢）

2005年
- AIR（遠野美凪）
- 奇幻魔法Melody（教育實習生）
- 機動新撰組 萌之劍（六條御息所）
- 極上生徒會（龍王院令華）
- （卡莉）
- 地獄少女（関本雅美）
- 舞-乙HiME（遙·阿米特吉）
- 魔法少女奈葉A's（夏瑪爾）
- 魔法咪路咪路 Charming（米夢夢）

2006年
- 受讚頌者（艾露露、命）
- 女生愛女生（安菜的母親）
- 玻璃艦隊（蕾琪爾）
- 蠟筆小新（廣告女郎、美女衛生人員）
- 獸王星（サヨ）
- （喬娜達）
- TSUBASA翼（司書）
- 蜂蜜與四葉草 II（愛瑪）
- 武裝鍊金（津村斗貴子）
- 噗嚕嚕！小水滴（うるおいちゃん）

2007年
- 偶像大師 XENOGLOSSIA（安原螢、瀨裡香）
- 鐵馬少年（櫻井米子）
- 機神大戰（李走影）
- 星界死者之書（玲）
- 星夢天使（天川泉）
- 守護甜心！（手鞠、本名紗江子 #49）
- 無敵偵探貴公子（和泉沙苗、夕緋）
- 逮捕令 Full Throttle（母親）
- Devil May Cry（凜）
- 交響情人夢（鈴木萌）
- 魔法少女奈葉StrikerS（夏瑪爾）
- 暗夜魔法使 The ANIMATION（莉安·古恩塔）
- 火影忍者疾風傳（山中井野）
- 噗嚕嚕！小水滴 啊哈☆（うるおいちゃん）
- Candy☆Boy（櫻井雪）

2008年
- 假面男僕（巫女）
- 神槍少女 -IL TEATRINO-（伊爾瑪）
- 星夢天使 STAGE3（天川泉）
- 出包王女（籾岡里紗）
- 神奇寶貝鑽石&珍珠（靜惠）
- 夏目友人帳（燕）
- 地獄少女 三鼎（真山梓）
- 守護甜心！！心跳（手鞠、娜娜）
- 楚楚可憐超能少女組（中村）
- 鐵腕女警 DECODE（內秋拉·蓋塞）
- 骷髏13（夏儂）

2009年
- 女王之刃（武器屋 卡特蕾爾）
  - 女王之刃 流浪劍士
  - 女王之刃 王位繼承者
- 公主戀人（夏洛特·黑澤爾林克）
- 戀愛班長（雪下亞莉沙）
- 守護甜心！！！派對（手鞠）
  - 守護甜心！！！心跳
  - 小小守護甜心！
- 潘朵拉之心（兔子）
- 塔麻可吉!（美眉吉）
- 地下城與勇士 ～Slap-up Party～（蓋爾）
- 泰坦尼亞（塞拉芬·庫帕斯）

2010年
- 更多出包王女（籾岡里紗、雪(希)麗奴）
- 心靈偵探 八雲（七瀨美雪）
- 蠟筆小新（美人衛生士）
- 科學超電磁炮（柳迫碧美）
- 變形金剛進化版（精英一號／諜報兵黑寡婦）
- 只有神知道的世界（桂木麻裡）
- 魔法禁書目錄II（歐莉安娜·湯森）

2011年
- 我的朋友很少（史黛菈）
- 蠟筆小新（のりっぺ）
- 妖怪少爺（淡島）
- 快盜天使雙胞胎（ナイン・ヴァイオレット〈取田ナイン〉）
- 名偵探柯南（唯見安菜）
- 戰國鬼才傳（高台院）
- 只有神知道的世界II（桂木麻里）

2012年
- 機動戰士鋼彈AGE（吉拉德‧斯普里岡）
- 出包王女DARKNESS（籾岡里紗、雪(希)麗奴）
- 境界線上的地平線（湯姆斯·坎文德修）
- 人類衰退之後（RYOBO230r）
- ZETMAN（律子）
- Muv-Luv Alternative Total Eclipse（ナタリー・デュクレール）
- 李洛克的青春全力忍傳（山中井野）
- 黑魔女學園（舞的媽媽）
- 星光少女 Dear My Future（胡桃）

2013年
- 我的朋友很少NEXT（史黛菈）
- 襲來！美少女邪神W（克音）
- 果然我的青春戀愛喜劇搞錯了。（平塚靜）
- ROBOTICS;NOTES（服部半十郎）
- 星光少女 Rainbow Live（彩瀨詩夢）
- 小馬寶莉：友情就是魔法（崔克茜Trixie）
- 科學超電磁砲S（柳迫碧美）
- 神不在的星期天（紅雪）
- 只有神知道的世界 女神篇（桂木麻里）
- KILL la KILL（鬼龍院皋月）

2014年
- SONIANI -SUPER SONICO THE ANIMATION-（佐倉佳代乃）
- 屬性同好會（高尾母〈司儀大姐姐〉）
- 天才麻將少女 全國篇（野依理沙）
- 鬼燈的冷徹（妲己）
- 金田一少年事件簿R（菊川梢）
- 魔法科高中的劣等生（安宿怜美）
- TRINITY SEVEN（不動雅琪歐）

2015年
- 死亡遊行（卡斯特拉）
- 名侦探柯南（须东伶菜）
- 果然我的青春戀愛喜劇搞錯了。續（平塚靜）
- 魔法少女奈葉ViVid（夏瑪爾）
- 御神樂學園組曲（惠瑠奈的母親）
- 出包王女DARKNESS 2nd（籾岡里紗、雪麗奴）
- 見習神仙 秘密的心靈（2015～2018，琪拉莉絲、阿曼達）
- 黑客人偶（黑客人偶0號、UNI系統、郁夫母、女記者、媽媽）

2016年
- NORN9 命運九重奏（徒徒枝凪沙）
- 舞武器·舞亂伎（一希汀）
- 莉露莉露妖精～妖精之門～（Fairilu Magi、丹迪、ラフレ、阿庫婭、諾姆）
- 天真與閃電（優香的母親）

2017年
- 廢天使加百列（撒塔妮亞的母親）
- 黑色推銷員NEW（麻夢子）
- THE REFLECTION（マーチャント、ヴィー·レ）
- 夢幻慶典R（及川怜）

2018年
- 庫洛魔法使 透明牌篇（秋月奈久留／露比·月）
- 鬼燈的冷徹 第貳期 其之貳（妲己）
- 音樂少女（山田木幸[3]）
- KIRA KIRA HAPPY★ 打開吧！見習神仙精靈（星之川綠）
- 魔法禁書目錄III（歐莉安娜·湯森）
- 我喜歡的妹妹不是妹妹（鞠繪）
- 梅露可物語 -無精打采的少年與瓶中少女-（奧魯托斯的母親）

2019年
- 名侦探柯南（緑川紗希）
- 拾又之國（秘書の女）
- 騷亂時節的少女們（和紗的母親）
- 滿月之戰（寧寧的母親）
- 普通攻擊是全體二連擊，這樣的媽媽你喜歡嗎？（夜之女帝／和乃）
- 星合之空（柊真的母親）
- 食戟之靈 神之皿（克萊姬）
- 蠟筆小新（青年的女友、大姊姊）

2020年
- BREAKERS（陽子）
- 空挺Dragons（塔瑪拉）
- 神推偶像登上武道館我就死而無憾（繪里飄的叔母）
- 弩級戰隊HXEROS（規制蟲X）
- 果然我的青春戀愛喜劇搞錯了。完（平塚靜）
- Re：從零開始的異世界生活 2nd season（菜月菜穗子）
- 科學超電磁砲T（柳迫碧美）
- 食戟之靈 豪之皿（克萊姬）
- 魔法水果籃 2nd season（倉伎的母親）
- 成神之日（成神時子）
- 小碧藍幻想！（梅忒拉）

2021年
- 無職轉生～到了異世界就拿出真本事～（希爾達·伯雷亞斯·格雷拉特）
- 名偵探柯南（水澤都美）
- 閃躍吧！星夢☆頻道（輝的母親）
- 堀與宮村（矢代加世）
- 魔法水果籃 The Final（倉伎的母親）
- 刮掉鬍子的我與撿到的女高中生（沙優的母親）
- 我立於百萬生命之上（鳥井的母親）
- 橘色榮耀！（水澤里佳子）
- 鍵等（遠野美凪）

2022年
- SLOW LOOP-女孩的釣魚慢活-（海凪日向）
- Love Live! 虹咲學園學園偶像同好會（雫的母親）
- 受讚頌者 二人的白皇（艾露露）
- 幽零幻鏡（駭克的母親）
- 前進吧！登山少女 Next Summit（倉上舞）

2023年
- 屍體如山的死亡遊戲（蕾克莉亞·羅菲拉爾德）
- 鬼滅之刃 刀匠村篇（不死川志津）
- 奇異賢伴 黑色天使（克勞蒂亞[4]）
- 暴食狂戰士（哈魯）

2025年
- 青春之箱（大喜的母親）
- 末日后酒店（PR视频旁白）
- 地縛少年花子君2（菫[5]）

### OVA
1995年
1999年
- （御后大人）
- OVA純愛手札（圖書委員）

2001年
- 魔神凯撒（嘉米娅）
- Malice@Doll（爱尔莎@Doll）

2002年
- ARMITAGE DUAL-MATRIX（直美·阿米特吉）

2004年
- 少年科學俱樂部（温迪）

2005年
- 飞越巅峰2（接线生1）※第4话

2006年
- 舞-乙HiME Zwei（遥·阿米特吉）

2007年
- 机械女仆（萩原香苗）

2009年
- OVA 传颂之物（艾露露）
- 少女FIGHT（蜂谷由佳）
- OAD 翼 春雷記（蘇摩）
- 出包王女（籾岡里紗、西琳）

2011年
- Carnival Phantasm（爱尔奎德·布留恩斯塔德，貓姬）

2012年
- 只有神知道的世界 天理篇（桂木麻里）
- 槍械少女！！（湯普森老師）

2015年
- 鬼燈的冷徹（妲己）

### 劇場版動畫
2000年
- 皮丘和皮卡丘（大尾立）

2001年
- 神奇宝贝剧场版：雪拉比 穿梭时空的相遇（熊宝宝）

2002年
- XEVIOUS（莎拉／露·米）

2004年
- 海贼王 被诅咒的圣剑（玛雅）

2005年
- 劇場版×××HOLiC 仲夏夜之梦（少女）

2006年
- 飞跃巅峰&飞越巅峰2！合体剧场版！！（接线生）

2007年
2008年
2009年
- 宇宙战舰大和号 复活篇（折原真帆）
- 火影忍者疾風傳劇場版 火意志的繼承者（山中井野）

2012年
- 魔法少女奈葉 The MOVIE 2nd A's（夏瑪爾）

2017年
- 劇場版 TRINITY SEVEN -悠久圖書館與鍊金術少女-（不動雅琪歐）
- 魔法少女奈葉Reflection（夏瑪爾）
- 劇場版 見習神仙 秘密的心靈：見習神仙精靈 引發奇蹟吧♪特普露與心跳神仙精靈界！ （姬拉莉絲／琪拉莉絲、阿曼達）

2018年
- 魔法少女奈葉Detonation（夏瑪爾）

2019年
- 劇場版 TRINITY SEVEN -天空圖書館與緋紅的魔王-（不動雅琪歐）

### Web動畫
2000年
- （彻子）

2007年
- Candy☆Boy（櫻井雪乃）

2025年
- 極限OL霧切限子（市川綾[6]）

### 遊戲
1999年
- 真·魔装机神 PANZER WARFARE（米拉·格拉姆·卡丽娜）
- 心跳回忆剧场系列 Vol.3 启程之诗（朋美）

2000年
- 幻想的阿特密斯（三香原更纱）
- The Bouncer（朵蜜妮可·克罗斯）

2001年
- AIR（遠野美凪）
- 妹妹公主（鞠繪） 
  - 妹妹公主2
  - 妹妹公主2 Premium Fan Disc
- 逮捕令（有栖川千春）

2002年
- 宿命传说2（莉雅拉）
- 圣石小子 光与暗的大决战2（谢丽雅）
- 罗曼史是剑的光辉2 寻找银色彩虹（爱尔法茜雅·爱尔·亚克莱恩）
- Melty Blood（爱尔奎德·布留恩斯塔德、暴走爱尔奎德）

2003年
- Arc The Lad 精灵之黄昏（莉莉娅·蕾吉娜·爱尔戈）
- 妹妹公主 Pure Stories（鞠绘）
  - 妹妹公主 RePure
- 白詰草話 -EPISODE OF THE CLOVER-（透花）
- ZOIDS VS.系列（克劳迪娅）
- 神奇宝贝频道 ～和皮卡丘一起！～（长尾怪手）

2004年
- ZOID INFITINY、EX（克劳迪娅）
- 火影忍者 最后的英雄2（山中井野）
- Melty Blood Re·act（爱尔奎德·布留恩斯塔德、暴走爱尔奎德、猫姬）

2005年
- 战神（八坂葵）
- 少女爱上姐姐（長谷川詩織）
- ZOID INFITINY EX NEO（克劳迪娅）
- 世界传说 变装迷宫3（莉雅拉）

2006年
- 传颂之物 逝去者的摇篮曲（艾露露）
- ZOID INFITINY EX PLUS（克劳迪娅）
- 舞-乙HiME 少女舞闘史！！（遥·阿米特吉）
- 舞-HiME 鮮烈！真風華学園激闘史！！（珠洲城遥）
- Melty Blood ACT Cadenza（爱尔奎德·布留恩斯塔德、暴走爱尔奎德、猫姬）

2007年
- 火影忍者 最后的Portable（山中井野）
- 武装神姬 BATTLE RONDO（砲台型MMS Fortbragg）
- （津村斗貴子）

2008年
- 一騎当千 Eloquent Fist（関平）
- Caduceus 新血（爱丽娜·萨拉查）
- 暗夜魔法使 The VIDEO GAME ～Denial of the World～（莉安·古恩塔）
- Fate/tiger colosseum（白色月姫 <爱尔奎德·布留恩斯塔德>、猫姬）
- MELTY BLOOD Actress Again（爱尔奎德·布留恩斯塔德、暴走爱尔奎德、猫姬）
- 弧光之源2 意志（荻雅）
- 摔角天使生存者2（小川光、黛安娜·莱尔）

2009年
- 女王之刃 螺旋混沌（卡特蕾尔）
- 圣恩传说（薇多莉娅、莉雅拉）
- 世界传说 光明神话2（莉雅拉）
- 火影忍者疾风传 最后的Accel 3（山中井野）
  - 火影忍者 最后的风暴

2010年
- 魔法少女奈叶 A's 携带版：王牌空战 （夏玛尔） 
  - DL Magazine Digital奈叶
- Fate/EXTRA（Berserker <爱尔奎德·布留恩斯塔德>）

2011年
- 魔法少女奈叶 A's 携带版：命运齿轮 (夏玛尔)
- MELTY BLOOD Actress Again Current Code（爱尔奎德·布留恩斯塔德、暴走爱尔奎德、真祖爱尔奎德、猫姬）
- 魔法禁書目錄（歐莉安娜·湯森）

2014年
- 第3次超級機器人大戰Z 時獄篇（西条涼音）

2016年
- 魔法少女奈叶A's The Pachinko（夏玛尔）
- 传颂之物 二人的白皇（艾露露）
- 戰艦少女R（奧克拉荷馬）

2017年
- 魔法禁書目錄（手游）（歐莉安娜·湯森）

2018年
- 星之卡比 新星同盟（雷槍帕嚕提扎努）

2019年
- 魔法禁書目錄 幻想收束（歐莉安娜·湯森、柳迫碧美）
- 寶可夢大師（梨花）

2020年
- 守望傳說（騎士團長伊娃、偶像騎士團長伊娃）

2022年
- 原神（坎蒂絲）

2023年
- 無期迷途（尤尼）

### DRAMA CD
年份不明
- Cool Device 奇妙的果实（夕貴愛）
- 暗夜魔法使 Fan Disc Fly Me to the Moon Drama CD「无常之月」（莉安·古恩塔）
- 暗夜魔法使 Fan Disc Reach for the Stars Drama CD『最边远的算式』（莉安·古恩塔）
- （冰浦铃音）
- （星乃明香里）2010
- 噗噜噜！小水滴系列（うるおいちゃん）
  -  噗噜噜！小水滴 ※収録
  - 噗噜噜！小水滴 Song Collection 水滴之森的Hit Parade！！ ※収録
  - 噗噜噜！小水滴 Original Album 水滴之森音乐会 ※（Album Size）収録
  - 噗噜噜！小水滴 啊哈☆ Original Album  ※「The Moisture」收录
  - 噗噜噜！小水滴 啊哈☆ Song Album  ※上记3曲收录
- 攣哀感情 二重螺旋3（筱宫沙也加）

2004年
- （卡拉）

2005年
- AIR Drama CD 第3卷 遠野美凪·DREAM 前篇（遠野美凪）
- AIR Drama CD 第6卷 遠野美凪·DREAM 后篇（遠野美凪）
- 魔法少女奈叶A's Sound Stage01（夏玛尔）
- 舞-HiME Drama CD 实录！『裏』風華学園史 第一章（珠洲城遥）
- 舞-HiME Drama CD 实录！『裏』風華学園史 第二章（珠洲城遥）

2006年
- 传颂之物 Original Drama ～图斯库尔的皇后～（艾露露）
- 传颂之物 Original Drama ～图斯库尔的内乱～（艾露露）
- 武裝鍊金（津村斗貴子）
- 魔法少女奈叶A's Sound Stage02（夏玛尔）
- 魔法少女奈叶A's Sound Stage03（夏玛尔）
- 舞-乙HiME Drama CD『 Vol.2』（遥·阿米特吉）

2007年
- 偶像大师 XENOGLOSSIA Original Drama vol.2（安原萤）
- （爱尔奎德·布留恩斯塔德）
- 传颂之物 Original Drama ～图斯库尔的财报～（艾露露）
- 传颂之物 Original Drama CD番外篇 （艾露露）
- 机械女仆（萩原香苗）
- 圣痕炼金士（辻堂美由梨）
- 090和惠子一起。 CD也一起 Vol.1（遠山静香）
- 夏目友人帳（燕）
- 獏狩2（天津神静音）
- 舞-HiME★DESTINY ～龙之巫女～『序章·神乐真夜、向北』（珠洲城遥）
- 舞-HiME★DESTINY ～龙之巫女～『岚之转入生/命运之扉』（珠洲城遥）
- Young Gun Carnaval Drama CD（铁美弓华）
- ROOM NO.1301 Drama CD（桑畑绫）

2008年
- 出包王女 Drama CD（籾岡里紗）
- 舞-HiME★DESTINY ～龙之巫女～『过去与未来的牵绊』（珠洲城遥）
- 舞-HiME★DESTINY ～龙之巫女～『野望之果/光辉之道』（珠洲城遥）
- 金属之光 Drama CD（爱丽娜·法法）

2009年
- 少女FIGHT（蜂谷由佳）※漫画第5卷 特装版附属CD
- 魔法少女奈叶StrikerS Sound Stage M4 10thSP（夏玛尔）※2009年9月号附录[Vol.112]

2012年
- 魔法少女奈叶 The MOVIE 2nd A's 廣播劇CD Side-Y（夏玛尔）

2015年
- 魔法少女奈叶INNOCENT Sound Stage（八神夏玛尔）

2016年
- 魔法少女奈叶Reflection 廣播劇CD（夏玛尔）

### 外语片配音
- 驱魔人导演剪辑版（芮根·泰瑞莎·麦克尼尔）
- 犯罪现场调查（第21話）
- 铁证悬案4（芙兰茜丝）#21
- 挑战星期天（曼蒂）
- 恐龙战队第5季——引擎动力（曼蒂）
- 芭比关联（芭比）
  - 芭比的胡桃夹子（芭比、克拉拉同饰两角）
  - 芭比的公主与村娘

### 电视剧
- 星期六WIDE剧场（朝日电视台）
  - 饰香苗
  - 名侦探·金田一耕助
- ·白色手袋的女子」
- 花之乱（1994年、NHK大河剧）

### 电影
- 櫻園（1990年、Argo Product／神奈川潮美）
- （1991年、／伊藤裕子）
- （1992年、大映／道口的少女）
- 东京巴比伦 1999（1993年、PDS／理絵）
- 香蕉白书2 （1994年、JHV）
- （1994年、大映／水上沙耶香）
- （1995年、GAGA／田中和美）
- （1995年、／由奈）
- 帝都物语 外传（1995年、KSS）
- （1995年、東映／石原早苗）
- 淫獸教師Ⅲ（1996年、Pink Pineapple／）
- 迷宮（1996年、イセモトエンタープライズ／向井圭子）
- （1996年、大映／野村仁美）
- （1998年、King Records／千华）

### 广播
- 传颂之物网路广播（音泉：2006年7月7日 - 2007年7月2日）
- 武装錬金RADIO
- Radio Candy boy～～（NICONICO动画频道：2008年7月*18日 - 2009年6月12日）
- Web Radio 艾露露的小房间 IN 传颂之物（音泉、Animate TV：2009年4月16日 - ）

## 註腳
1. ↑  凉香是三姐妹的次女（インターネットラジオ『Candy boy〜かなちゃんのいぬ間に〜』第一回より）
2. ↑  笑顔がNO.1!やっぱりネ
3. ↑  . 電視動畫「音樂少女」官網.   [2018-06-02]. （原始内容存档于2018-08-11） （日语）.
4. ↑  . Comic Natalie. 2023-07-25  [2023-07-25]. （原始内容存档于2023-07-25） （日语）.
5. ↑  . Comic Natalie. 2025-07-14  [2025-07-14]. （原始内容存档于2025-07-14） （日语）.
6. ↑  . Comic Natalie. 2025-05-27  [2025-05-27]. （原始内容存档于2025-06-27） （日语）.

## 外部連結
- 事務所公開簡歷 （页面存档备份，存于）（日語）
- 柚木涼香的X（前Twitter）（日語）